# Permís de treball remunerat
El permís de treball remunerat descriu la pràctica mitjançant la qual un empleat que deixa un lloc de treball, havent renunciat o hagi finalitzat el seu contracte, té instruccions de mantenir-se allunyat de la feina durant el període de preavís, mentre continua mantenint la nòmina. S'utilitza quan ja no es necessita una posició d'empleat durant el període de preavís. Per mantenir la clàusula de no competència dels empleats, aquesta pràctica s'utilitza sovint per evitar que un empleat prengui informació sensible quan abandona el seu lloc de treball, especialment quan és probable que marxi a la competència. De vegades, la pràctica s'utilitza per evitar treballs desmesurats o sabotatges per part d'un empleat desinteressat o descontent.
El terme també pot referir al cas d'un empleat enviat a casa pendent d'un procediment disciplinari, quan són entre projectes, o quan, arran de publicitat, la seva presència a la feina és considerada contra-produent. També ha estat utilitzat en el futbol britànic.
Els empleats continuen rebent la seva paga normal durant durant el permís, i han de seguir les seves condicions d'ocupació, com confidencialitat i la clàusula de no competència, com a mínim fins que el seu període d'avís expiri.
Una pràctica similar aplica en els Estats Units, on un empleat (típicament un alt executiu) que és immediatament manllevat de seves responsabilitats, normalment resta a l'empresa com a assessor (assessor especial) per la resta del seu contracte, continuant rebent un salari durant aquell període.

## Etimologia
El terme originat prové del servei civil britànic, on els empleats tenien el dret de demanar un permís especial per propòsits excepcionals. El permís retribuït "Garden leave en anglès" esdevenia un eufemisme per "suspès" quan un empleat, que era formalment suspès pendent una investigació per la seva conducta, sovint demanava deixar l'oficina. El terme "Garden leave" es va estendre durant el 1986, quan va ser utilitzat en la sèrie de la BBC Sí, Ministre, al'episodi "Un de Nosaltres" i a la temporada 18 de la sèrie Testimoni Silenciós, fent referència a l'Agent Carl Parry.